# Mellotron

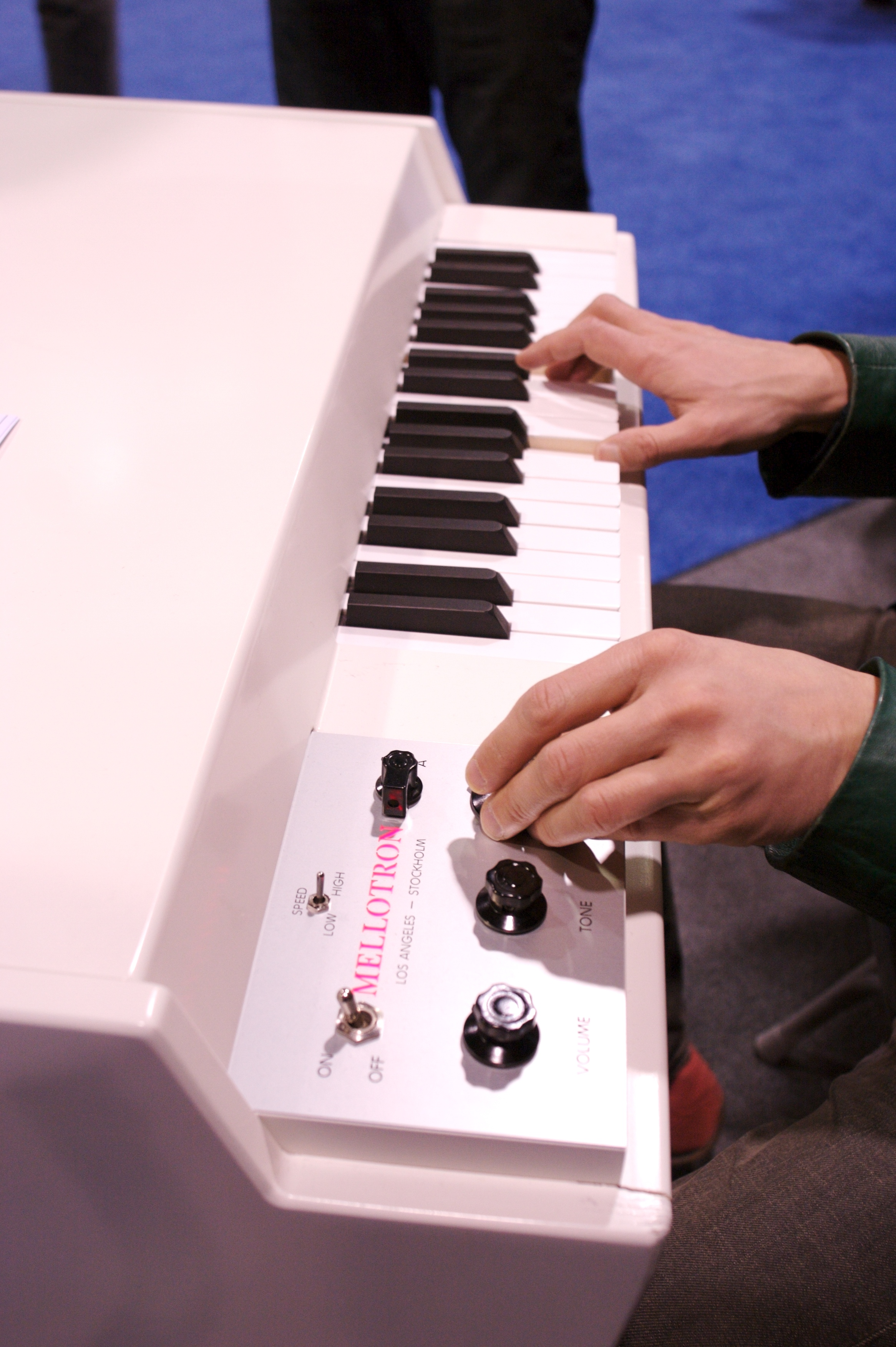
Ein Mellotron

Das Mellotron ist ein elektromechanisches Tasteninstrument, das als analoge Urform des Samplers gilt. Es arbeitet mit 3/8 Zoll breiten, mit drei Spuren bespielten Tonbändern (Magnetbändern), auf denen individuelle Töne als aufgenommene Klänge von bestimmten Musikinstrumenten wie zum Beispiel Violine oder Trompete gespeichert sind. Jeder Taste ist dazu ein eigener Tonbandstreifen zugeordnet, der beim Druck auf die Taste über einen Tonkopf abgespielt wird. Wird die Taste losgelassen, wird das in einer Reihe von Bandkassetten befindliche Tonband über eine Feder schnell in seine Ausgangsposition zurückgezogen.

## Produktionsgeschichte
Anfang der 1950er Jahre entwickelte der Amerikaner Harry Chamberlin ein Tasteninstrument, dessen Klangerzeugung auf Tonbändern basierte.
In England übernahmen die Brüder Leslie, Frank und Norman Bradley diese revolutionäre Idee und gründeten die Firma Streetly Electronics, die 1963 das erste, Mellotron Mark I (benannt nach Alfred Marks) genannte Instrument (35 Tasten Umfang, zwei nebeneinanderliegende Manuale), auf den Markt brachten.
1964 folgte das Mellotron Mark II mit geringfügigen technischen Verbesserungen. 1965 wurde mit Harry Chamberlin eine Vereinbarung getroffen, dass Streetly Electronics seine Mellotrone nicht auf dem nordamerikanischen Markt (USA, Kanada) vertreiben dürfe. Im Gegenzug beschränkte sich Chamberlin seinerseits auf den US-Markt. 1968 kam mit dem M 300 ein einmanualiges Mellotron mit 52 Tasten Umfang, 1970 schließlich das M 400 als kleinstes Instrument mit nur 35 Tasten. Um einen weltweiten Vertrieb dieser Mellotrone zu ermöglichen, ging Streetly Electronics 1976 eine Geschäftsverbindung mit der US-amerikanischen Firma Dallas Music ein. Dallas Music musste aber bereits im Folgejahr Konkurs anmelden.
Ab 1977 musste Leslie Bradly seine Instrumente unter dem Namen Novatron verkaufen, da der Produktname Mellotron ebenfalls verkauft worden war und in die Konkursmasse mit einging. 1988 ging auch Streetly Electronics in Konkurs.
2009 nahm die Firma den Betrieb zur Wartung und Reparatur alter Mellotrone wieder auf.

## Funktion

Mellotron – Funktionsprinzip bei freier Taste

Mellotron – Funktionsprinzip bei gehaltener Taste

Ein Mellotron (bzw. Novatron) kann auf Magnetband aufgezeichnete Klänge spielbar auf einer Klaviatur wiedergeben. Typische, vom Hersteller auf einem Bandrahmen mitgelieferte Klänge waren Flöte, Violinen, Bläser und Chöre. Es können auch Klangaufzeichnungen nach eigenen Wünschen angefertigt werden.
Auf jedem Bandstreifen liegen drei Tonspuren nebeneinander, die durch Verschiebung des Tonkopfes ausgewählt werden können. Zwischen den drei Klängen kann daher während des Spielens schnell gewechselt werden. Bei manchen Modellen (Mk I, Mk II, M 300) ist außerdem jedes Tonband in sechs Abschnitte (= Stationen) unterteilt, die über einen Motor angefahren werden können. Insgesamt stehen so pro Band 18 Instrumente (3 Klänge × 6 Stationen) zur Verfügung. Das Mellotron Mk I wie auch das Mk II haben sogar zwei Tastaturen mit jeweils 35 Tasten, die verschiedene Klänge enthalten können. Sie enthalten 1260 Samples (zwei Tastaturen à 35 Tasten bzw. Bänder, sechs Abschnitte pro Band mit je drei Samples).
Um zu gewährleisten, dass der Klangverlauf einer Aufzeichnung (also vom Toneinsatz bis zum Ausklingen) mit jedem Tastendruck wieder erneut exakt von vorn einsetzt, wurden als Bänder keine Endlosschleifen eingesetzt (bis auf einige Ausnahmen von Eigenbaugeräten und dem Birotron), sondern Bandstreifen in einem Rahmen, die beim Loslassen der Taste durch einen ausgeklügelten Feder- und Rollenmechanismus wieder in ihre Ausgangsposition zurückschnappten. Ein Dauerton ist somit nicht möglich (maximal ca. acht Sekunden), dafür aber perkussive Klänge, Bläser, Klaviere, Gitarren usw., also die jeweiligen Anblas-, Zupf- und Anschlagcharakteristika der aufgezeichneten Instrumente. Mit einer speziellen Spielweise, dem Spiderwalk, bei dem man geschickt, kurz bevor das Band das Ende erreichte, von Taste zu Taste (meist die Oktave) wandert, lässt sich ein scheinbar andauernder Ton simulieren.
Eine wichtige Funktion ist der Pitch-Regler (auf dem Foto in der linken Hand des Spielers), mit dem die Capstan-Drehzahl und damit die Tonhöhe variiert werden konnte. Ein deutliches Beispiel ist zu hören in der Mitte des Stückes „Epitaph“ von King Crimson.

## Nutzung
Das Mellotron wird immer noch zur Filmvertonung eingesetzt. Dazu wurden vom Hersteller zusammengestellte Geräusche, Klangeffekte und Hintergrundatmosphären auf die dreispurigen Tonbänder aufgenommen.
Durch entsprechende Bedienung der Tastatur lassen sich sogar recht aufwendige Geräuschkulissen in Echtzeit verwirklichen, was beim Synchronisieren sehr von Vorteil ist. Gleichlaufprobleme beim Mellotron sind mehr oder weniger normal, da die Schwungmasse viel zu klein dimensioniert ist.
Das Mellotron hat einen charakteristischen warmen, meist etwas melancholischen Klang, der zum Beispiel im 1966 komponierten Song Strawberry Fields Forever der Band The Beatles zu hören ist. Es ist ein charakteristisches Instrument des Progressive Rock der 1970er Jahre. Zu den bekanntesten Nutzern des Mellotrons in diesem Genre gehören King Crimson, die das Instrument 1968–1974 auf ihren Alben und live einsetzten, Genesis von 1970 bis 1977 und Yes im gleichen Zeitraum. Weitere nennenswerte Beispiele von Mellotron-Einsätzen sind auf den Stücken Immediate Curtain (1972) von Matching Mole und Fauni Gena (1973) von Tangerine Dream zu hören. Letztere nutzten das Mellotron in beinahe allen ihrer Songs der 1970er Jahre für die charakteristischen Streicher-, Chor- und Flötenklänge, insbesondere auch im Intro des Songs Cherokee Lane (1977). Jean Michel Jarre nutzte es auf dem Album Oxygène. Ansonsten setzten Pink Floyd, Earth & Fire, Elton John, Camel, Pavlov’s Dog, Beggar’s Opera, Moody Blues (z. B. in Nights in White Satin), die Zombies, Caravan, Klaus Schulze, Barclay James Harvest, Roxy Music, Led Zeppelin (The Rain Song, No Quarter), Orchestral Manoeuvres in the Dark sowie 10cc das Mellotron gelegentlich in ihren Studioproduktionen ein. Der Keyboarder Eddie Jobson, bekannt von U. K. und Roxy Music, präparierte in den frühen 1970er Jahren ein Mellotron mit Sounds von einem Mini-Moog-Synthesizer, um damit polyphone Klänge zu erzielen, die mit der damaligen Technologie noch nicht möglich waren.
Ende der 1970er Jahre wurden die Standardsounds des Mellotrons (Streicher, Chor, Bläser) durch elektronische Imitate verdrängt. Gelegentlich findet sich daher die Bezeichnung Mellotron auf LP-Covern für Instrumente wieder, die gar keine sind. Typisch für streicherähnliche Arrangements waren elektronische Streicherkeyboards (z. B. ELKA Rhapsody, Hohner String-Melody und ARP Solina String Ensemble).
In den 1980er Jahren wurde das Mellotron größtenteils von elektronischen Samplern und Synthesizern abgelöst. In den 1990er Jahren wurden digitale Samples der Mellotron-Klänge gerne für Techno-Produktionen eingesetzt. Dennoch wurde das eigentliche Instrument von einigen Bands weiterhin benutzt, so zum Beispiel von Motorpsycho, zu hören auf Timothy’s Monster, den Smashing Pumpkins, vor allem auf deren 1995er Album Mellon Collie & The Infinite Sadness, Monster Magnet auf dem 1995er Album Dopes to Infinity, Porcupine Tree (Mellotron Scratch, 2005), den Red Hot Chili Peppers (Knock me down vom 1989er Album Mother’s Milk, Breaking the Girl und Sir Psycho Sexy auf Blood Sugar Sex Magik von 1991, Californication auf dem gleichnamigen Album von 1999, Warm Tape auf By the Way von 2001), Stephen Parsick („Traces Of The Past“, 1998/2007; das Novatron Mark V von Edgar Froese sowie das M-400 von Peter Baumann wurden dafür verwendet) und Opeth (Damnation, 2003).
Auch die Musikgruppe Anekdoten verwendet das Mellotron.

## Nachteile
Die komplizierte Mechanik, speziell bei den Modellen Mk-I, Mk-II und M-300, war störanfällig, während das kleinere M 400 nur gelegentlich gewartet werden musste (Tonkopf-, Bänder- und Mechanikreinigung). Aufgrund der kurzen Bänder konnten Töne höchstens acht Sekunden lang gehalten werden. Eine Entwicklung aus den späten 1970er Jahren, das Birotron, versuchte dieses Problem mithilfe von Endlosbändern (8-Spur-Kassetten) zu umgehen, konnte sich aber nicht durchsetzen. Die meisten Mellotrone waren für Konzerte wegen Größe und Gewicht kaum geeignet (Mk I und II 159 kg, M 300 113 kg, M 400 55 kg).
Ein weiterer Nachteil bestand darin, dass die Tonbänder nach einiger Zeit unterschiedlich stark abgenutzt waren, so dass die häufig benutzten Töne matter klangen als die anderen.
Das Mellotron war in der Anschaffung sehr teuer. Der Preis eines solchen Gerätes lag Ende der 1960er Jahre bei etwa einem Drittel eines Standard-Einfamilienhauses. Es wurde nur in geringen Stückzahlen (ca. 2500 Stück) produziert.
Es gibt digitalisierte Klang-Nachahmungen, die billiger und zuverlässiger sind.

## Modelltypen
- Mark I – (1963): zwei nebeneinander liegende Manuale mit jeweils 35 Tasten Umfang, Mahagoni-Furnier, 55 Stück produziert
- Mark II – (1964): wie Mark I, aber mit technischen Verbesserungen, über 300 Stück produziert
- FX Console – (1965): wie Mark II, aber speziell für Soundeffekte, 60 Stück produziert
- M 300 – (1968): einmanualig, 52 Tasten Umfang, Nußbaum, über 60 Stück produziert
- M 400 – (1970): einmanualig, 35 Tasten Umfang, weiß, über 1800 Stück produziert, „das“ Bühnenmellotron
- M 400 FX – (1970): wie M 400, aber speziell für Soundeffekte
- Mark V – (1975): doppelmanualiges M 400, 28 Stück produziert
- Novatron 400 SM – (1977): wie M 400, nur neuer Name (siehe Produktionsgeschichte), weiß oder schwarz
- Novatron Mark V – (1977): wie Mellotron Mark V, nur neuer Name (siehe Produktionsgeschichte), 3–4 Stück produziert (Edgar Froese (127A) Paul McCartney und Patrick Moraz)
- T 550 – (1981): Flightcase-Version des 400 SM, 3 Stück produziert
- Mark VI (1999): Weiterentwicklung[3]

## Alternativen
Heute gibt es verschiedene Software-Emulationen vom Mellotron wie z. B. M-Tron Pro, Mellowsound, Nanotron, Tapeworm, Redtron, SoniVox oder Re-Tron für Reason. Als Hardware-Alternative entwickelte das Berliner Unternehmen Manikin Electronics 2005/2006 das Memotron. Äußerlich dem Original ähnelnd, ist es technisch ein Sampler und basiert auf einer mit mehreren Mellotronen erstellten Klangbibliothek. 2010 wurde das Digital Mellotron von Markus Resch vorgestellt.

## Kurzfilm
- The Mellotron In Action (in Englisch, das Mellotron demonstriert und erklärt vom 4. September 2018)